# Paul Kellner
Paul Friedrich August Kellner (ur. 6 czerwca 1890 roku w Erfurcie, zm. 3 kwietnia 1972 roku w Berlinie Zachodnim) – niemiecki pływak specjalizujący się w stylu grzbietowym, brązowy medalista igrzysk olimpijskich (1912).
W 1912 roku podczas igrzysk w Sztokholmie na dystansie 100 m stylem grzbietowym zdobył brązowy medal, uzyskując czas 1:24,0.